# 門派 (武俠)
門派，是武俠小說中一種虛構組織，江湖門派和幫會是武俠小說中的一個重要概念，門派有很強的組織性，在江湖中有各自的地位。武林幫派常與家族、師門、地域、行會、教派有關。因師承、立場、見解、作風、習氣、方法等的不同而各自結合成的派別。

## 門派介紹
一般而言，武俠小說中的門派會分為幾大門派之說。當門派位於知名度越高的山時，勢力與實力上常凌駕欠知名度者。這種類型的門派一般被認為是傳統的名門正派，對武林有著重要的影響力，雖然當中的人物不一定是正派，但不會在眾目睽睽下，做出有失身份的事。身為一派之掌門因地位與身份的不同，其所肩負的責任與其言行舉止都要合宜謹慎，不能隨便任意妄為。武俠小說多採「大中原中心」，對處於邊疆地區的門派常設定為奇門異派，武功門徑也多走偏鋒。
大部分的武俠小說主要都以少林派和武當派為武林中的兩大門派，除了以各地名山為門派名稱之外，如：崆峒派、華山派、崑崙派、武當派、峨嵋派、少林派等，也有以武林各大世家、各堡、寨為主，一起構成武俠小說中的江湖世界。
如臥龍生1958年出版的成名作《飛燕驚龍》中的「武林九大派」之說，其後又出現「八大門派」、「七大門派」、「六大門派」等不同說法。
1965年出品的粵語武俠片《武林聖火令》則有八大門派之說，分別為少林派、武當派、峨嵋派、華山派、崑崙派、崆峒派、長鯨幫及竹山派，其中長鯨幫及竹山派並未列入《飛燕驚龍》九大派之內。
東方英的《武林潮》則以少林派、武當派、崆峒派、終南派、王屋派、青城派、羅浮派為「七大門派」，其中終南、王屋與羅浮三大門派不在《飛燕驚龍》九大派之列。
1961年開始連載的金庸小說《倚天屠龍記》當中，有描述六大派圍攻光明頂的情節。六大派分別為少林派、武當派、峨嵋派、華山派、崑崙派及崆峒派，均為《飛燕驚龍》九大派之內的門派。據統計，在金庸15部武俠作品中，共提到65個門派，涉及481種武功。

### 世家
一種獨特的家族傳承，如唐門、

### 宗教
以宗教作為傳授方式，如全真教、明教、大明尊教等。

### 幫會
較著名的有丐幫、天地會、紅花會、青龍會等。

## 小說中常見門派
- 少林派－南少林
- 武當派
- 華山派
- 崑崙派
- 點蒼派
- 崆峒派
- 青城派
- 峨嵋派
- 靈鷲宮
- 天山派
- 邙山派
- 全真教
- 丐幫
- 唐門
- 移花宮
- 慈航靜齋
- 淨念禪宗
- 陰癸派
- 明教
- 仙都派